# トラム＝トレン・ド・ラ・レユニオン

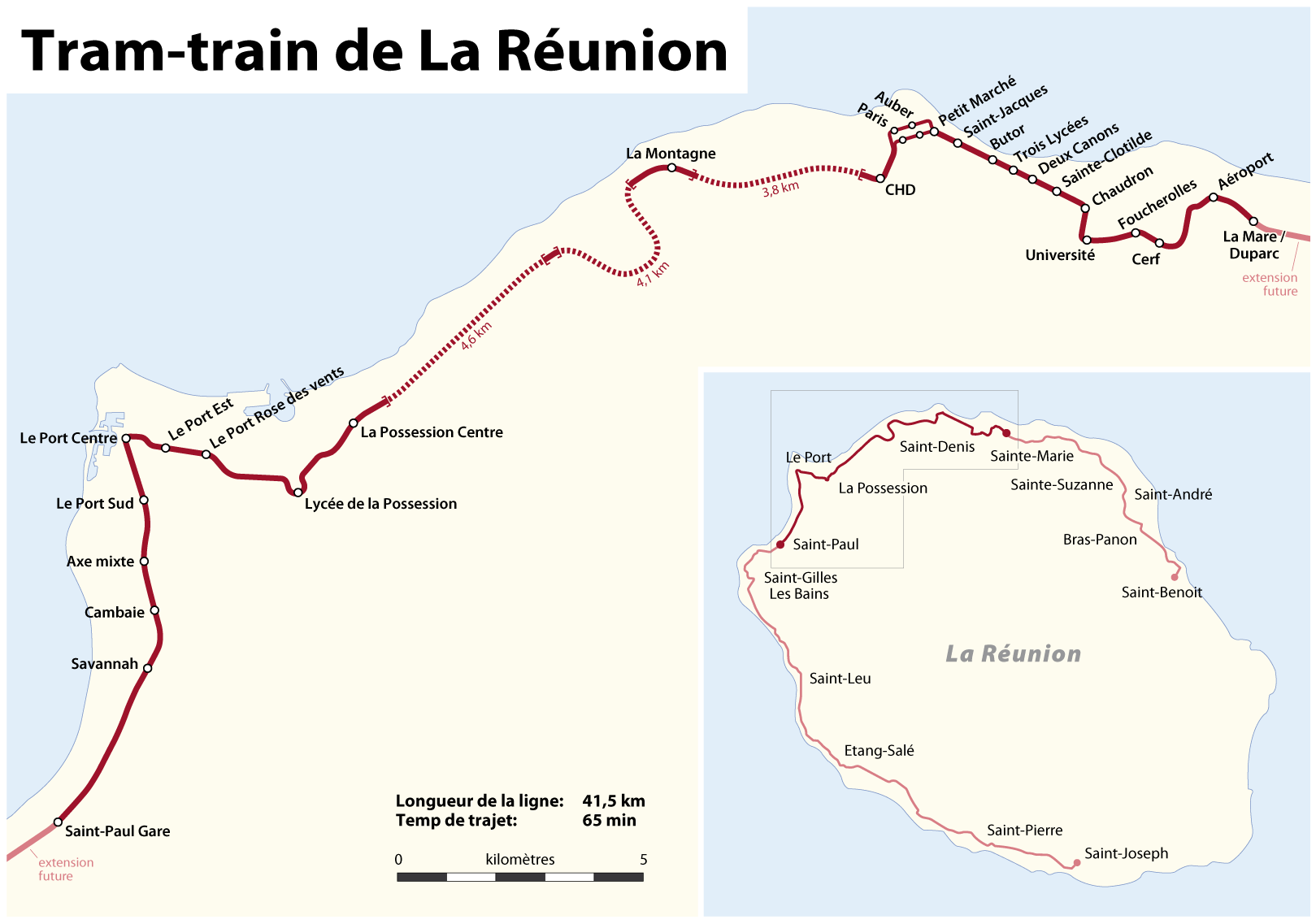
計画された経路の路線図

トラム＝トレン・ド・ラ・レユニオン（仏: Tram-train de La Réunion）は、レユニオン島の海岸沿いに計画された延長約140キロメートルのトラムトレイン路線である。
2013年の開業に向けて、第1フェーズの建設が2010年より開始される予定であった。
Tram'TissコンソーシアムはPPP譲許による当路線の開発のための優先入札者であった。
しかしながら、当プロジェクトは資金不足により2010年5月に中止された。

## 歴史
レユニオン島では1890年代に鉄道システムが開業しており、1950年代から1960年代に人口と交通渋滞の減少により廃止となった。

## 路線概要
当路線は市街ではトラムのような通りに平坦な駅と、駅間では道路を右側専用で最高毎時100キロメートルのトラムのような速度で走る、トラムと列車のハイブリッドとして運行されるものであった。
列車は最大250人の乗客を運搬することができ、路線の経路により港から貨物を運搬することもできた。
西から北への第1フェーズ（延長41.5キロメートル、26駅）で計画された経路では、サン＝ポール (Saint-Paul) から始まり、サン＝ドニ (Saint-Denis) を通過し、サント＝マリー (Sainte-Marie) にあるローラン・ギャロス空港に至る。
レユニオン島の山岳地形では数多くの高架橋とトンネルが必要となり、延長10キロメートルのトンネルおよび世界で最も高い鉄道橋を含む、11の主要な技術的建築物が第1フェーズには含まれていた。
第1フェーズだけでも12.5億ユーロの建設費用が掛かると推定された。
当路線では東方面はサン＝ブノワ (Saint-Benoît) まで、南方面はサン＝ジョセフ (Saint-Joseph) までの延伸が計画されていた。